# Lillhärads landskommun
Lillhärads landskommun var en kommun i Västmanlands län.

## Administrativ historik
Kommunen bildades 1863 i Lillhärads socken i Tuhundra härad i Västmanland.
Vid kommunreformen 1952 inkorporerades kommunen i Dingtuna landskommun.